# Vagenatha spinicollis
Vagenatha spinicollis är en stekelart som beskrevs av Cameron 1909. Vagenatha spinicollis ingår i släktet Vagenatha och familjen brokparasitsteklar. Inga underarter finns listade i Catalogue of Life.